# CSP Microgame
La CSP Microgame era un'azienda italiana di sviluppo e pubblicazione di videogiochi per home computer Commodore, attiva nel 1982-1985 circa.
Sebbene di piccole dimensioni e autrice di titoli oggi semisconosciuti, rappresenta una pioniera nell'industria videoludica italiana, in quanto una delle prime software house strutturate dedicate ai videogiochi; un primato spesso attribuito erroneamente alla Simulmondo, molto più nota e rilevante, ma nata verso la fine del decennio. In Italia, nel campo del software videoludico, c'era un contesto di programmatori sparsi che pubblicavano giochi per computer tramite editrici cartacee, ma già prima della Simulmondo ci furono tentativi di organizzare attività imprenditoriali di sviluppo e pubblicazione, tra cui CSP Microgame, che rappresenta probabilmente la meglio documentata.

## Storia
L'azienda fu fondata dai fratelli gemelli milanesi Enrico (1960-2014) e Renato Comini (1960). Secondo la testimonianza di Renato, nel 1980 i due frequentavano il Politecnico di Milano, dove appresero la programmazione informatica su macchine UNIVAC 1100, per poi passare a PDP-11 e Olivetti P6060. Sempre all'università fecero esperienza con il Commodore PET e con il libro Programmazione del 6502 sullo sviluppo in linguaggio macchina, avvicinandosi così all'informatica domestica e ai videogiochi. Iniziarono quindi a pubblicare i primi programmi da loro sviluppati sulla rivista Bit.
L'uscita del Commodore VIC-20, con buone potenzialità grafiche e sonore e basato anch'esso sul processore 6502, spinse i Comini a specializzarsi su di esso. Per le idee su quali giochi realizzare si ispirarono agli arcade, che in quegli anni si stavano diffondendo ampiamente. In pochi mesi riuscirono a realizzare due videogiochi per VIC-20 abbastanza validi da venderli nei negozi, con il nuovo marchio CSP Microgame. 
La sigla CSP sta per Comini Software Production e il logo fu disegnato da un grafico amico dei Comini,  Giuseppe Ghedini, su loro idea. Lo stile delle tre lettere ricorda il nastro delle cassette, mentre la scritta Microgame aveva un tipico carattere da computer.
Il VIC-20 stava avendo successo nei negozi di elettronica e di giocattoli, e questi primi titoli della CSP andarono bene.
Tuttavia la produzione era ancora molto artigianale: i Comini salvavano ogni copia con il registratore a cassette del VIC-20 e le copertine inizialmente erano disegnate a mano, con scritte realizzate con trasferelli.
Col crescere degli ordini dei negozi si passò a utilizzare un costoso e più veloce duplicatore di cassette dell'Aiwa. Poi i duplicatori aumentarono e i titolari, che finora lavoravano da casa, aprirono una sede affittando una piccola mansarda nel centro di Milano.
Ghedini disegnò la grafica per le confezioni e l'azienda cominciò a servirsi di una tipografia per la stampa, inizialmente solo a due colori per abbassare i costi.
Aumentarono i titoli disponibili e la produzione, così le confezioni migliorarono ancora, dal punto di vista dei contenitori e dei colori. La duplicazione delle cassette fu esternalizzata a ditte specializzate, che allora operavano nel campo musicale.
La distribuzione di alcuni giochi in Italia fu affidata anche al Technoclub, organizzazione di vendita per corrispondenza del Gruppo Editoriale Jackson. Da fine 1983 iniziarono ad apparire nel suo catalogo i giochi della CSP Crazy Worm, Trenino, Sirpent e UFO.
Alcuni titoli uscirono anche in Francia, distribuiti dall'Almatec, un rilevante distributore locale legato alla Commodore: perlomeno Crazy Worm, Ghost Man/Ghosty 64 e Qbonian.
Nel frattempo la Commodore produsse nuovi computer: il Commodore 64, di grandissimo successo, e il Commodore 16. La CSP sviluppò e pubblicò giochi anche per questi, e aveva in progetto anche idee originali come un simulatore di centrale nucleare per C64.
Nel tardo 1984 l'azienda annunciò che cercava nuovo software sviluppato da indipendenti, non soltanto videoludico, per C64, C16, Plus/4 e VIC-20.
La situazione era promettente, finché a metà anni '80 in Italia, grazie al vuoto normativo, si affermò il fenomeno della pirateria informatica a livello industriale, soprattutto nel caso del Commodore 64. Giochi prodotti all'estero venivano copiati impunemente e arrivavano con una normale filiera commerciale fino ai negozi e anche a qualche grande distributore. In pochi mesi questo mercato si affermò, le vendite della CSP crollarono per via della concorrenza, e secondo Renato l'azienda dovette chiudere per questo motivo.
I Comini lasciarono il settore videoludico; Enrico rimase nell'informatica fondando con successo Algobit, un produttore di software gestionale.

## Videogiochi
Elenco approssimativo dei giochi accreditati a CSP Microgame, sviluppati e pubblicati dove non diversamente specificato. Molti giochi sono rarità di cui probabilmente non esistono copie software sul Web.
Per Commodore VIC-20 (date sconosciute; i primi prodotti della CSP sono tra questi):
- Bouncy, gioco di palla e racchetta
- Crazy Worm, pubblicato anche da Technoclub, variante di Snake[8][9]
- Ghostman, clone di Pac-Man[9]
- Qbonian, clone di Q*Bert[9]
- Reflex, genere sconosciuto
- Sirpent, pubblicato anche da Technoclub, clone di Nibbler[12][8]
- Trenino, pubblicato da Technoclub, variante del Gioco del 15[13][14][8]

Per Commodore 64:
- Ghosty o Ghosty 64 (1983), clone di Pac-Man, corrispondente a Ghostman per VIC-20[9]
- Labirinth (1986), pubblicato con la rivista Radio Elettronica & Computer, labirinto 3D
- Worm 64 (1986), pubblicato con la rivista Radio Elettronica & Computer, variante di Snake
- U.F.O. (1983), pubblicato da Technoclub, sparatutto 3D[8]

Per Commodore 16, utilizzando anche il marchio Free Game per alcuni titoli:
- Blitz Bomber (Free Game), clone di Blitz
- Cassette Database (1985), software di utilità per archivio cassette
- Harbour Attack (Free Game), riedizione di un gioco della Commodore, azione mista
- Labirinth o Labyrinth 3-D (1985), labirinto 3D
- Master Color (1985), gioco del Mastermind; una conversione per C64 è accreditata all'Algobit[17]
- Paramaths (Free Game), riedizione di un gioco della Commodore, educativo di matematica
- Serpent 16 (1985), variante di Snake
- Supertoto (1985), software di utilità per il Totocalcio
- U-Boot (1985), gioco della Battaglia navale